# 40. Sinfonie (Mozart)
Die Sinfonie g-Moll KV 550 komponierte Wolfgang Amadeus Mozart im Juli 1788 in Wien. Nach der Alten Mozart-Ausgabe trägt die Sinfonie, seine vorletzte, die Nummer 40 und zählt heute zu den beliebtesten und meistgespielten Orchesterwerken des Komponisten.

## Allgemeines

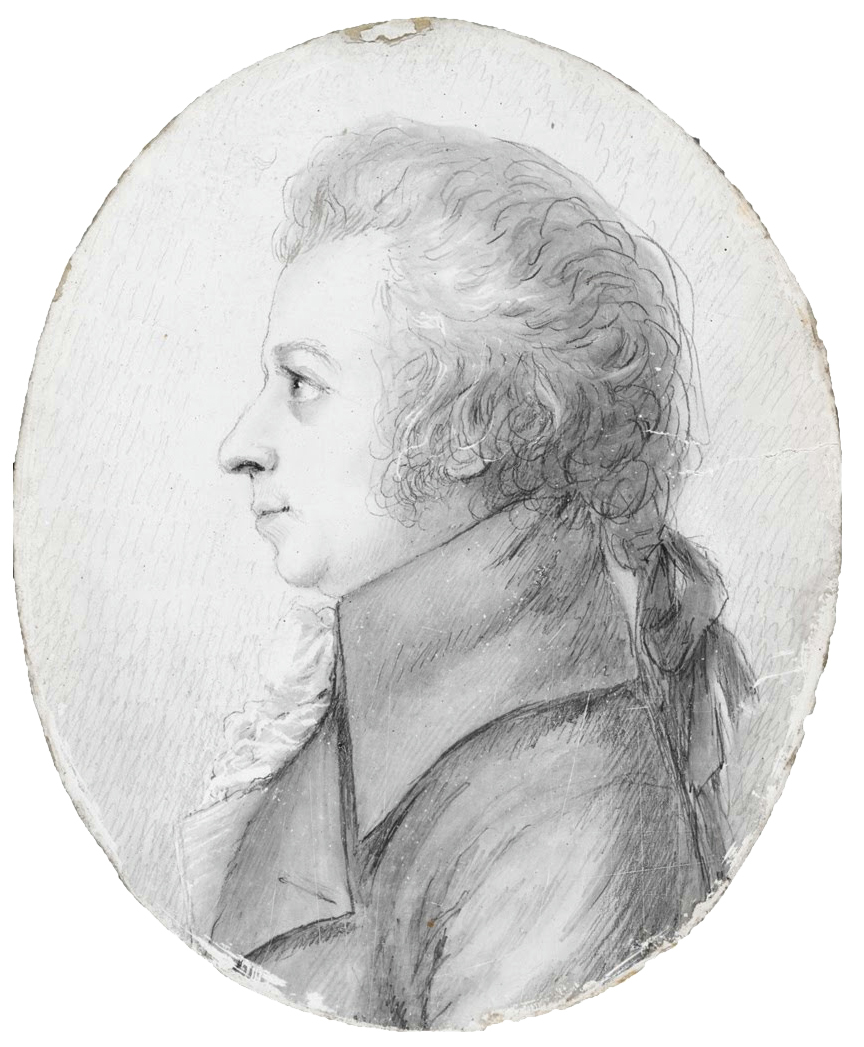
Mozart im Jahr 1789, Silberstiftzeichnung von Dora Stock

Bezüglich Entstehungsgeschichte und Kompositionsanlass vgl. Einleitung bei der 39. Sinfonie (KV 543). Mozart hat die Sinfonie KV 550 vermutlich am 25. Juli 1788 fertiggestellt, da er an diesem Tag ihr Incipit in sein Werkverzeichnis einfügte. Sie wurde noch zu Mozarts Lebzeiten aufgeführt: In einem Brief vom 19. Juli 1802 an den Leipziger Verleger Ambrosius Kühnel berichtet der Prager Musiker Johann Wenzel von der Aufführung der Sinfonie im Beisein Mozarts bei Baron Gottfried van Swieten, die jedoch so schlecht ausfiel, dass der Komponist es vorzog, den Raum zu verlassen. Im nachträglichen Hinzufügen zweier Klarinetten (landläufig: „Zweite Fassung“ gegenüber der „Ersten Fassung“ ohne sie) sehen mehrere Autoren einen Hinweis auf ein Konzert, das am 16. und 17. April 1791 im Rahmen der Tonkünstler-Sozietät unter Leitung von Antonio Salieri in Wien stattfand und an dem auch die mit Mozart befreundeten Klarinettisten Johann und Anton Stadler beteiligt waren; als erstes wurde „Eine große Sinfonie von der Erfindung des Hrn. Mozart“ gespielt.
Manchmal wird KV 550 als „Große g-Moll-Sinfonie“ bezeichnet, die ebenfalls in g-Moll stehende Sinfonie KV 183 als „Kleine g-Moll-Sinfonie“. So weist Georges Beck (1952) auf mehrere Ähnlichkeiten hin (siehe bei KV 183); während Ronald Woodham (1983) resümiert: „Diese Parallelen und auch die beiden Sinfonien eigene Ausdrucksstärke sind beachtenswert, doch springen die Unterschiede weit mehr ins Auge als die Gemeinsamkeiten …“

## Zur Musik
Besetzung: 1 Flöte, 2 Oboen, 2 Klarinetten (in der 2. Fassung hinzugefügt), 2 Fagotte, 2 Hörner: eines in G, eines in B; I. Violine, II. Violine, Viola, Violoncello, Kontrabass. In zeitgenössischen Orchestern wurde wahrscheinlich auch ein Cembalo (sofern im Orchester vorhanden) als Generalbass-Instrument eingesetzt.
Spieldauer: ca. 25–35 Minuten.
Bei den hier benutzten Begriffen der Sonatensatzform ist zu berücksichtigen, dass dieses Schema in der ersten Hälfte des 19. Jahrhunderts entworfen wurde (siehe dort) und von daher nur mit Einschränkungen auf die Sinfonie KV 550 übertragen werden kann. Die hier vorgenommene Beschreibung und Gliederung der Sätze ist als Vorschlag zu verstehen. Je nach Standpunkt sind auch andere Abgrenzungen und Deutungen möglich.

### Erster Satz: Molto allegro
g-Moll, 2/2-Takt (alla breve), 299 Takte

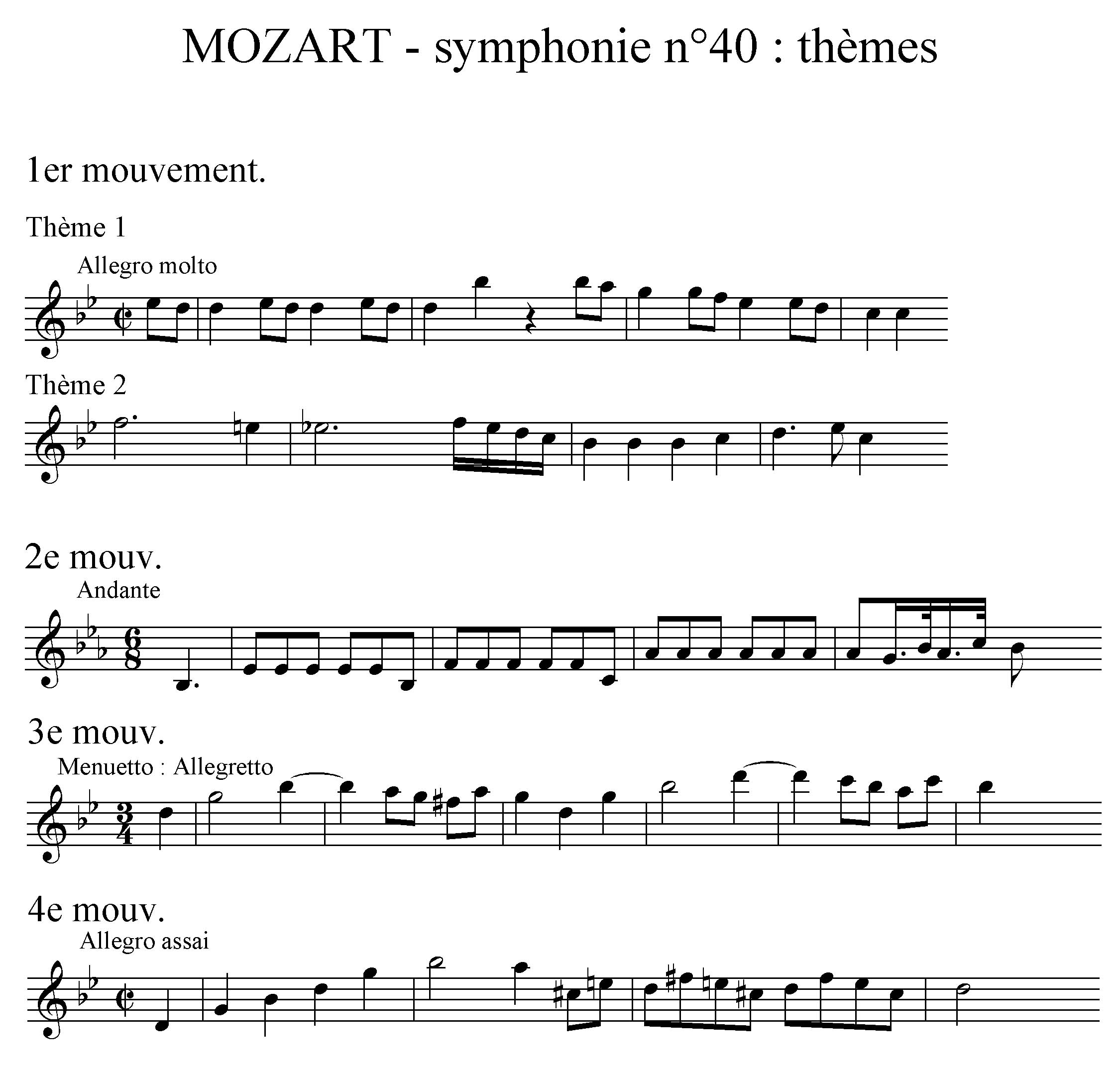
Übersicht zu den Themen der Sätze

Der Satz beginnt als teppichartige Achtelbegleitung der geteilten Violen mit grundierenden Bass-Vierteln, über denen auf der vierten Zählzeit des ersten Taktes die auftaktige Melodie in den oktaviert parallel geführten Violinen einsetzt. Kennzeichnend für die Melodie ist der gebundene Halbtonschritt abwärts mit Wiederholung des Zieltons im Rhythmus zwei Achtel – eine Viertel (diese Figur wird zunächst dreimal wiederholt) sowie die Sexte aufwärts. Das Seufzermotiv des gebundenen Halbtonschritts abwärts mit der Tonwiederholung ist für den weiteren Aufbau des Satzes von Bedeutung.
Das erste Thema besteht aus einer Folge von zweitaktigen Paaren, die wie Frage und Antwort aufeinander bezogen sind. Es entsteht jedoch keine in sich geschlossene Melodie, sondern ein „Strukturzusammenhang aus heterogenen Gebilden“. Eine Unterbrechung erfolgt von Takt 14–20 mit einem Forte-Tutti und betonten Vorhalten auf D-Dur. Das Thema endet in Takt 27 und moduliert an seinem Ende zur Tonikaparallelen B-Dur. Die Länge des Auftaktes wird unterschiedlich diskutiert: Beginnt das Thema mit der ersten Zählzeit in Takt 2 oder erst in Takt 3 mit der Sexte aufwärts (d. h. die ersten beiden Takte sind auftaktig)? In der Reprise (Takt 164–166 ff.) wirkt die wiederholte Halbtonschrittfigur auftaktig, da die Tonika im Bass sowie die Begleitung der Violinen erst mit Beginn der Sexte einsetzen, während die Begleitung am Satzbeginn vor der Halbtonschrittfigur auftritt. Diese Unklarheit trägt mit zum „Schwebecharakter“ des Satzes bei. Der Themenkopf weist Ähnlichkeiten auf mit der Arie des Cherobino „Non so piu cosa son cosa faccio“ aus dem Figaro.
Die folgende Forte-Passage (ab Takt 28) beginnt im ganzen Orchester mit einem Motiv aus aufsteigender Dreiklangsfigur und tremoloartigem Bass in taktweise absteigenden, gebrochenen Terzen. Lauffiguren, die als betonter Vorhalt wirken (Wechsel von C und Des), leiten zum zweiten Thema über, das nach einer Generalpause in Takt 43 beginnt. Das zweite Thema (Takt 44–57, Tonikaparallele B-Dur) mit seiner achttaktigen, stark chromatisch gefärbten Melodie für Streicher (und Bläsereinwurf) kontrastiert durch den ruhigen Charakter zum vorigen Geschehen. Es wird wiederholt (Takt 52 ff.), nun aber mit vertauschten Rollen zwischen Bläsern und Streichern.
Der anschließende Abschnitt (Takt 58–72) bringt eine vierfach wiederholte Vorhaltsfigur auf Es (Subdominante von B) und ein Tremolo mit Crescendo. Die Schlussgruppe (Takt 72 ff.) greift das Halbtonschritt-Motiv vom ersten Thema auf und führt es versetzt durch die Instrumente. Aus den Fragmenten entsteht ab Takt 77 dabei eine viertaktige geschlossene Einheit. Der Abschnitt ab Takt 72 wird mit vertauschten Rollen von Bässen und Violinen wiederholt. Die Exposition endet nach Unisono-Läufen und Akkordmelodik (Wechsel von B und F-Dur) in Takt 100 als „offener“ Dominantseptakkord und wird wiederholt.
In der Durchführung (Takt 101–165) wird das Material vom ersten Thema verarbeitet. Sie beginnt als Fortsetzung des Schlusses der Exposition als verminderter Akkord, der ein Ausbrechen aus dem bisherigen harmonischen Rahmen ankündigt. Über A-Dur moduliert Mozart mit dem ersten Thema nach fis-Moll (Takt 105 f.) und dann weiter chromatisch absteigend. In Takt 114 ist H-Dur erreicht, von hier aus geht es im Quintenzirkel abwärts über e-Moll, a-Moll, d-Moll, g-Moll, C-Dur, F-Dur, B-Dur, c-Moll und g-Moll nach A-Dur. Dabei taucht das Hauptmotiv dialogisch versetzt zwischen den Violinen und den übrigen Streichern mit Fagott auf, während jeweils die andere Gruppe eine hämmernde kontrapunktische Gegenbewegung in Staccato-Achteln spielt. Ab Takt 126 übernehmen die Violinen die Melodie und spinnen sie abwärts sequenziert fort. Die Bewegung läuft dann mit einem Wechsel von d-Moll und A-Dur aus (Takt 134 ff.), jedoch bleibt der Hauptgedanke fragmentarisch bestehen (Takt 138 ff.: 1. Violine, Flöte und Klarinette) und steigert sich zum dramatischen Forte (Takt 152 ff.), das über eine chromatisch abwärts geführte Bläserpassage zur Reprise überleitet.
Diese beginnt je nach Wertung des Auftakts in Takt 165 oder 166 (s. o.). Sie unterscheidet sich gegenüber der Exposition u. a. durch die Verlängerung des Überleitungsabschnitts, indem das Motiv mit dem aufsteigenden Dreiklang durchführungsartig moduliert wird und zwischen den Instrumenten wandert. Eine Coda (Takt 286 ff.) mit dem Hauptmotiv beendet den Satz.

### Zweiter Satz: Andante
Es-Dur, 6/8-Takt, 123 Takte
Wie auch im Molto allegro, weist das erste Thema eine relativ „offene“ Form auf. Es besteht aus mehreren Motiven, von denen eine auftaktige Figur mit Tonwiederholung (Motiv 1) den Anfang macht (Takt 1–3). Zunächst in der Viola, stimmen taktweise versetzt die 2. und dann die 1. Violine ein, wobei sich das Auftaktintervall von der Quarte über die Quinte hin zur Sexte erweitert. In Takt 4 wird das Motiv mit einer Schlussfloskel beendet. Die Anfangstöne der Tonwiederholung sind es, f und as. Mit dem ebenfalls gespielten g in Takt 4 ist damit dieselbe Figur wie vom Beginn des vierten Satzes der Sinfonie KV 551 vorhanden, was manche Autoren neben anderen Faktoren als möglichen Hinweis für eine Zusammengehörigkeit (im Sinne eines Zyklus) der drei letzten Sinfonien Mozarts werten. Peter Gülke (2007) sieht diesen Zusammenhang auch für den Bass in Takt 20–23, wo Mozart „das zu Beginn imitativ diskret aufgeschichtete Viertonmotiv (es-f-as-g, nun b-c-es-d) im Baß nachdrücklich heraushämmert.“
Dieses Motiv 1 wird in Takt 3 von einem chromatischen Bassgang (Motiv 2, „Drehmotiv“) unterlegt. Nach einem weiteren Motiv mit betonten Vorhalten in Takt 5/6 (Motiv 3), unterlegt von Tonrepetition der Hörner, folgt in Takt 7 eine Seufzerfigur (Zweiunddreißigstel + betonter Vorhalt, Motiv 4), die als chromatisch fallende Sechzehntel-Linie den Vordersatz beendet. Der Nachsatz ist zunächst ähnlich wie der Vordersatz strukturiert, jedoch mit anderer Instrumentierung und aufsteigender Melodielinie in der 1. Violine (Motiv 5). Ab Takt 16 verselbständigt sich die Zweiunddreißigstel-Floskel von Motiv 4 zur tänzerischen, echohaft-belebenden Figur (Motiv 6), über die in Takt 17/18 eine sangliche Melodie (Motiv 7) in den Holzbläsern dazutritt. Der Abschnitt des ersten Themas endet in Takt 19 auf Es.
Der folgende Abschnitt beginnt als energische Floskel mit Oktavsprung auf der Dominante B-Dur und greift die Tonrepetition von Motiv 1 sowie die Zweiunddreißigstel-Floskel von Motiv 6 wieder auf. Ab Takt 28 wechselt Mozart mit Motiv 1 (mit Auftakt) unter der Floskel von Motiv 6 (nun nur in Abwärtsbewegung und in den Holzbläsern) über Des-Dur, As-Dur, es-Moll und b-Moll zum mehrdeutigen, trugschlussartigen Akkord über Es in Takt 33. Hier setzt das ganze Orchester forte ein und wechselt anschließend weiter über Ges- und B-Dur nach F-Dur.
Das Motiv ab Takt 37 (Motiv 8, B-Dur) kann je nach Standpunkt als zweites Thema im Sinne der Sonatensatzform interpretiert werden, jedoch hat dieses „Thema“ nicht wie sonst üblich eine geschlossene, sondern eine offene, nicht-periodische Struktur und ist insgesamt eher motivartig aufgebaut, wobei insbesondere die dreifache Wiederholung der Sexte abwärts auffällt. Bemerkenswert ist zudem, dass der Bass erst bei der variierten Wiederholung ab Takt 41 auftritt.
Nach einem Akkord auf der Basis von es-Moll folgt ein „akkordisch labiles Initialgebilde, das eine Reihe von dramatisch fortschreitenden, harmonisch und kontrapunktisch verankerten Durchgangsklängen auslöst“. Die Schlussgruppe (ab Takt 48) greift Motiv 1 als Variante auf und beendet die Exposition mit einer schließenden Wendung. Die Exposition wird wiederholt.
Die Durchführung beginnt mit der von Motiv 1 bekannten Tonrepetition auf Ces im Streicherunisono, wobei das auftaktige B einen charakteristischen Halbtonschritt zu Ces bildet. In Takt 55 fällt das Ces zunächst wieder nach B zurück, doch mit dem zweiten Anlauf ab Takt 56 fängt mit demselben Ces ein weit gespannter Modulationsabschnitt mit der Tonrepetition von Motiv 1 und der Zweiunddreißigstel-Floskel von Motiv 6 an. Violinen / Viola sowie die Bläser spielen beide Motive im Dialog. Ab Takt 64 stabilisiert sich G-Dur, und die bisher lediglich abwärts geführte Bewegung von Motiv 5 wird durch Aufwärtsfloskeln aufgefangen.
In Takt 69 setzt das erste Thema als Scheinreprise in C-Dur (der Tonika zu G-Dur) ein, bricht dann aber wieder ab und führt über chromatische Wendungen des „Drehmotivs“ (Motiv 2) zur Reprise, die in Takt 74 erreicht ist und mit dem ersten Thema in Es-Dur einsetzt. Der Nachsatz enthält das „Drehmotiv“ und moduliert nach C-Dur, welches dominantisch zur in f-Moll beginnenden Passage analog Takt 20 wirkt. In diese Passage ist zudem das Drehmotiv und die Formulierung von Takt 26/27 integriert (letztere erscheint nun in Takt 97/98). Die übrige Reprise ist analog der Exposition strukturiert. Durchführung und Reprise werden wiederholt.
Neal Zaslaw (1989) weist darauf hin, dass Joseph Haydn in dem Oratorium Die Jahreszeiten den Satzbeginn in der Arie Nr. 38 „Erblicke hier, bethörter Mensch“ zitiert.

„Eine arkadische Welt tut sich auf. Der Satz ist in jedem Takt von Bewegung erfüllt, aber frei von jeder Hektik – alles atmet in großer Ruhe. Die Besetzung wird nicht reduziert, bleibt aber immer durchsichtig und lässt die Instrumentengruppen bald chorisch, bald in solistischem Linienspiel erklingen.“

„Es ist das schwärmerisch-empfindsame Es-Dur, das oft in Siciliano-Arien im Andante-Tempo und im 6/8-Takt begegnet. Von Kantabilität ist daher auch der gesamte Satz durchtränkt, der nur im Mittelteil […] und an besonderen Stellen im ersten Teil […] den Ton von zart blühender Empfindung und glücklicher Anmut verlässt.“

### Dritter Satz: Menuetto. Allegretto
g-Moll, 3/4-Takt, mit Trio 84 Takte
Das Menuett fällt durch seinen wenig tänzerischen Charakter und die polyphone Gestaltung auf. Der Beginn kann durch den hemiolischen Aufbau je nach Standpunkt als zweitaktig oder dreitaktig strukturiert aufgefasst werden. Diese irritierende Wirkung wird zu Beginn des zweiten Teils durch die Einführung der z. T. dissonanten Gegenstimme in den Violinen und Fagott noch verstärkt; der polyphone Charakter wird von Takt 28 bis 34 durch versetzte Führung des Achtelmotivs vom Hauptgedanken fortgesetzt. Der Hauptteil endet nach einer chromatisch fallenden, auslaufenden Figur im Piano (vorher durchgehend Forte) in den Klarinetten und Fagotten unter dem Hauptmotiv in der Flöte.
Das Trio in G-Dur ist dagegen eher homophon gehalten und wird durch eine ruhige Viertelbewegung bestimmt. Holzbläser (ohne Klarinetten), Streicher und Hörner stehen sich „wie Chöre in einem melodiösen Wechselgesang gegenüber.“
Neal Zaslaw (1989) weist auf Ähnlichkeiten des Menuetts mit dem von Franz Schuberts 5. Sinfonie hin und führt aus, dass Schubert sich eine Kopie des Menuetts angefertigt habe.

### Vierter Satz: Allegro assai
g-Moll, 2/2-Takt (alla breve), 308 Takte
Das erste Thema beginnt auftaktig als aufsteigender gebrochener Dreiklang („Mannheimer Rakete“) im Piano, gefolgt von einem Pendelmotiv aus Achteln im Forte. Diesem dominantisch endenden viertaktigen Vordersatz folgt der ähnlich strukturierter Nachsatz mit Tonikaschluss. Nach Wiederholung dieser achttaktigen Periode schließt ein zweiter Achttakter an, der aus einem rhythmisch markanten Motiv mit Tonwiederholung und Triller sowie dem Nachsatz der ersten Periode besteht. Auch dieser zweite Achttakter wird wiederholt und geht dann nahtlos in den Überleitungsabschnitt ab Takt 32 über. Durch die Auftakte und die rhythmische Struktur entsteht eine leicht tänzerische Wirkung.
Der Typus des aufsteigenden Dreiklangs als (Haupt-)Motiv wurde in zahlreichen Werken benutzt, bspw. auch im ersten Satz von Mozarts Sinfonie KV 183. Auf diesen Typus geht auch der Beginn z. B. von Beethovens erster Klaviersonate in f-Moll op. 2 Nr. 1 oder der Beginn des Scherzos aus der 5. Sinfonie in c-Moll zurück. Letztere Übereinstimmung entfachte eine Kontroverse um die Vergleichbarkeit des musikalischen Einfalls. Beethoven hatte in einem Skizzenbuch zum Scherzo die Streicherstimmen einer Passage aus der Durchführung von KV 550 (Takt 146–174) abgeschrieben. Stefan Kunze meint daher, dass es Beethoven nicht primär auf den melodischen Gedanken ankam, sondern auf Mozarts Durchführungstechnik (s. u.).
Der Abschnitt bis zum zweiten Thema fällt durch seine ungewöhnliche Länge (Takt 32–70) auf. Er basiert auf dem Pendelmotiv, das sich teilweise zu längeren, virtuosen Achtelläufen verselbständigt, und zu dem sich von Takt 49–55 ein Klopfmotiv aus Vierteln dazugesellt. Die Harmonie bleibt zunächst im Bereich von g-Moll und wendet sich erst ab Takt 46 in Richtung B-Dur.
Das zweite Thema (ab Takt 71) steht erwartungsgemäß in der Paralleltonart B-Dur und kontrastiert durch Piano und weiche Klangfarbe zum ersten Thema. Es ist achttaktig, etwas chromatisch und wird zweimal variiert wiederholt. Nach einer Passage mit chromatisch fallender Linie und gehaltenen Bläserakkorden folgt die Schlussgruppe, die wieder auf dem Pendelmotiv und tremoloartigen Tonwiederholungen basiert. Die Exposition endet in Takt 124 und wird wiederholt.

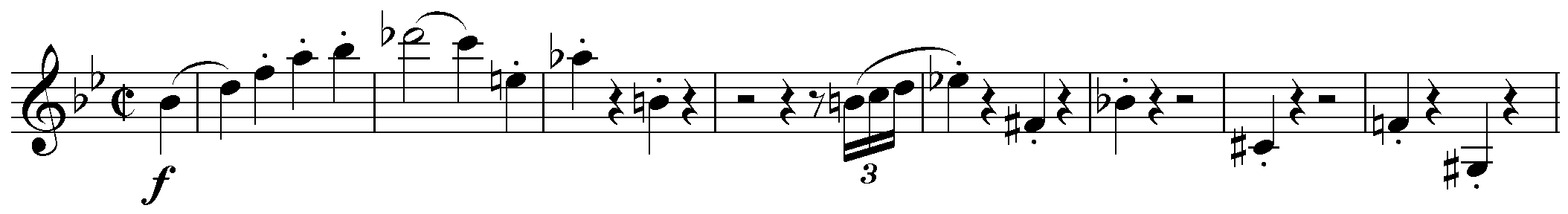
Beginn der Durchführung

Während in der Exposition das Pendelmotiv die Hauptrolle spielte, ist es in der Durchführung der gebrochen aufsteigende Akkord vom Beginn des ersten Themas (Aufstiegsmotiv), der zunächst im Forte-Unisono erklingt. Anstelle des eigentlich folgenden Pendelmotivs schließen sich jedoch lediglich durch Pausen abgesetzte Unisono-Viertel an. Hierbei verwendet Mozart alle Töne der chromatischen Tonleiter außer den Grundton g. In der folgenden Modulationspassage tritt das Aufstiegsmotiv im Abstand von jeweils zwei Takten zwischen Bläsern und Violinen auf. Dabei werden u. a. A-Dur, d-Moll, D-, G- und C-Dur sowie f-Moll (Takt 147) erreicht. Ab Takt 150 wird an das Motiv ein Achtellauf gehängt, der sich ebenso wie ein weiterer Achtellauf (z. B. Takt 158 im Bass) als Mittel zur „kontrapunktischen Verflechtung“ (Engführung ab Takt 153) erweist. Ab Takt 161 erscheint das Aufstiegsmotiv dann wieder ohne Achtellauf und durchläuft versetzt die Streichinstrumente über gehaltenen Akkorden der Bläser. Diese übernehmen erst in Takt 175 ff. unter dem tremolierenden Gis der Violinen die Stimmführung, dialogisch mit den Streicherbässen. In Takt 187 wird cis-Moll als Trugschlussharmonie erreicht, gefolgt drei Viertelschlägen einer „bedeutungsvollen Stille“. Der erneute Ansatz mit dem Aufstiegsmotiv, beginnend in Cis-Dur, löst sich dann nicht mehr auf, sondern bricht nach zwei betonten Vorhalten und einem dissonanten Akkord in einer langen Generalpause von insgesamt sechs Viertelschlägen ab.
Aus dieser Stille heraus fängt die Reprise (Takt 208 ff.) wieder mit dem ersten Thema im Piano an. Sie stimmt weitgehend mit der Exposition überein (auch zweites Thema nun in der Tonika g-Moll), jedoch ist die Schlussgruppe mit dem Pendelmotiv erweitert (Abweichung ab Takt 294).
Volker Scherliess (2005) weist darauf hin, dass der Charakter des Satzes (drohend bis komödiantisch) wesentlich von der Spielweise (schnelles oder langsames Tempo) abhängt.

## Rezeption
Die Sinfonie KV 550 gehört zu den bekanntesten Werken Mozarts. Bereits um 1800 war sie beim Publikum hochgeschätzt, was sich auch in einer Vielzahl von Bearbeitungen ausdrückte. Bis heute existiert eine Vielzahl von Besprechungen und Deutungen (Übersicht bei Zaslaw), wobei diese unterschiedlich ausfallen:
- Robert Schumann spricht von „griechisch schwebender Grazie“.
- Donald Francis Tovey sieht Ähnlichkeiten mit der italienischen Opera buffa und Rossinis Ouvertüre zum Barbier von Sevilla.
- Hermann Abert[14] umschreibt den Charakter mit Worten wie Tragik, Trauer, Klage, Leiden und Verzweiflung.
- Volker Scherliess (2005)[4] resümiert: „Über kaum ein anderes Werk gibt es so viele divergierende Urteile wie über diese Sinfonie.“ Dies trifft auch auf aktuelle Besprechungen zu, z. B. Peter Gülke (2007)[10] und Peter Revers (2007)[3] einerseits und Volker Scherliess (2005)[4] andererseits.
- In der Allgemeinen Musikalischen Zeitung heißt in einem Bericht zu einem Konzert vom 8. April 1805 in Wien, bei dem KV 550 aufgeführt wurde (und bei dem Mozarts damals 13-jähriger Sohn Franz Xaver Wolfgang zum ersten Mal als Klavierspieler und Komponist öffentlich auftrat): „Das Konzert eröffnete sich mit der herrlichen Mozartschen Sinfonie aus G moll, dieser unsterblichen Arbeit des grossen Komponisten, welche mit höchster Erhabenheit die grösste Schönheit verbindet, und doch nie ins Wilde und Abentheuerliche abschweift. Es ist ein kolossales Bild, aber von den schönsten Verhältnissen; ein Jupiter der Phidias, der zugleich Ehrfurcht und Liebe einflösst. Nur Schade, dass die Aufführung dieses Meisterwerkes seinem Werthe nicht entsprach. Die Violinen und Basse waren zu schwach besetzt, und überhaupt das ganze Orchester der Grösse des Theaters nicht angemessen.“[2]
- Auszug aus der Besprechung bei Bernhard Paumgartner (1957):[15] „Tragischer Pessimismus verströmt in allen Sätzen dieser Sinfonie […], vollends bis zum letzten Atemzuge im lodernden Brande des Finales. Selbst aus der Wehmut des Andante leuchtet dieselbe Flamme, nur zu dunklerem Zwielicht, zu milderem Leide gedämpft. […] Nun aber erschloss ihr der Meister, über das Alterswerk Joseph Haydns hinweg, die Tore einer leuchtenden Zukunft, an deren Schwelle Beethoven und Schubert als Künder einer anderen Zeit, doch verwandten Geistes voll, das göttlicher Erbe antraten.“
- Dietmar Holland (1987) spricht von „Mozarts einzigartiger musikalischer Diskretion, ja von seiner abweisenden Geschlossenheit, die es uns nicht erlaubt, die musikalische Haltung der g-moll-Symphonie etwa als Ausdruck von persönlichen Nöten des Komponisten aufzufassen (wie es immer noch geschieht). [...] Es ist ästhetisch unhaltbar, seine biographischen Umstände mit dem Charakter seiner Musik zu verwechseln. Dafür ist sie zu wenig subjektiv. Was dagegen musikalisch zur Sprache kommt, sind die Affekte von Unruhe, Klage oder Verzweiflung als musikalische Charaktere, die ganz für sich selbst stehen. Freilich sind es auch hier, wie immer bei Mozart, immanent-dramatische, anthropomorphe musikalische Gestalten, die so agieren, wie sonst die Menschen auf Mozarts Opernbühne. So ist es denn auch kaum erstaunlich, daß der erste Satz den Typus der aria agitata benutzt, wie ihn beispielhaft die Arie Non sò più cosa son cosa faccio des Cherubino in Le Nozze di Figaro vertritt.“[16]
- In der Popmusik wurden mehrfach Teile der g-Moll-Sinfonie adaptiert und bearbeitet. 1971 wurde der erste Satz als Popversion von Waldo de los Ríos zu einem Singlehit in Großbritannien und Deutschland.